# Šachový klub

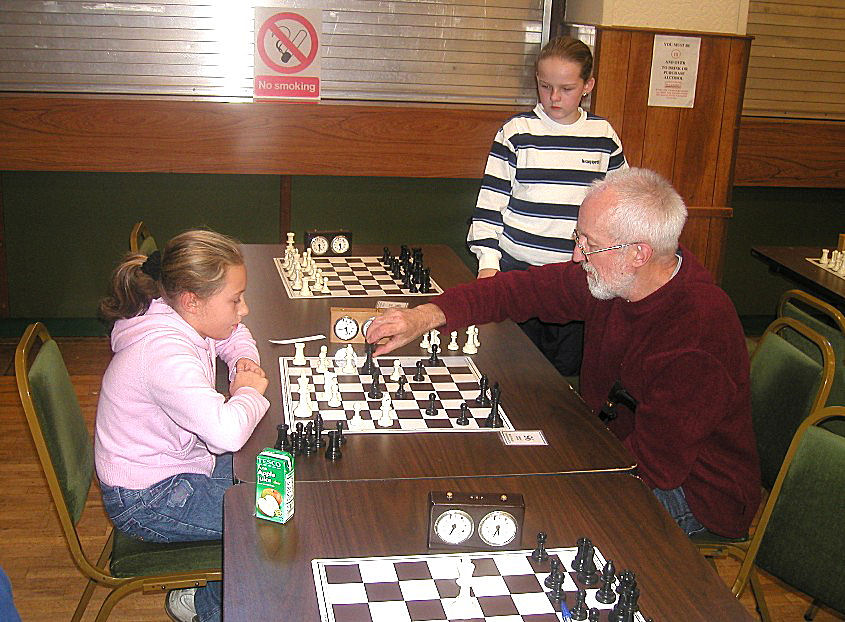
Setkání různých generací za šachovnicí v šachovém klubu

Šachový klub je sportovní klub založený za účelem hraní deskové hry zvané šachy. V klubu se hrají volné i vážné šachové partie, mimo jiné i v rámci klubových přeborů a tréninků.

## Organizace
Kluby jsou obvykle členy národní šachové asociace, která je členem mezinárodní šachové federace FIDE, jež řídí šachové soutěže na celém světě.

## Klubový život
Typický klubový život zahrnuje:
- neformální přátelské partie
- klubové a meziklubové soutěžní partie
- příležitost hrát jednu nebo více soutěží družstev, které jsou organizovány na regionální, národní nebo mezinárodní úrovni
- vedení interního klubového hodnocení, které je lokální obdobou ratingového systému Elo
- tréninky vedoucí ke zlepšení kvality hry, jež vedou členové oddílu nebo externí trenéři
- využívání oddílové knihovny šachové literatury
- organizování výjezdních šachových soustředění